# Libnotes griseola
Libnotes griseola är en tvåvingeart som först beskrevs av Alexander 1934.  Libnotes griseola ingår i släktet Libnotes och familjen småharkrankar.
Artens utbredningsområde är Taiwan. Inga underarter finns listade i Catalogue of Life.